# Larry Taylor (basket-ball)
Pour les articles homonymes, voir Larry Taylor et Taylor.
Larry Taylor, né le 3 octobre 1980 à Chicago, dans l'Illinois, est un joueur américain, naturalisé brésilien, de basket-ball. Il évolue au poste de meneur.